# In Re: Sherlock Holmes
„In Re: Sherlock Holmes” - The Adventures of Solar Pons (în Marea Britanie a fost intitulată The Adventures of Solar Pons) este o colecție de povestiri de ficțiune cu detectivi ale scriitorului american August Derleth. A fost lansată în 1945 de editura Mycroft &amp; Moran într-o ediție de 3.604 de exemplare. A fost prima carte publicată sub sigla Mycroft & Moran. Cartea este prima colecție de povestiri cu Solar Pons a lui Derleth. Povestirile sunt pastișe ale scrierilor cu Sherlock Holmes de Arthur Conan Doyle.

## Cuprins
„In Re: Sherlock Holmes” - Aventurile lui Solar Pons conține următoarele povestiri:
1. "In Re: Solar Pons", de Vincent Starrett
2. "A Word From Dr. Lyndon Parker"
3. "The Adventure of the Frightened Baronet"
4. "The Adventure of the Late Mr. Faversham"
5. "The Adventure of the Black Narcissus"
6. "The Adventure of the Norcross Riddle"
7. "The Adventure of the Retired Novelist"
8. "The Adventure of the Three Red Dwarfs"
9. "The Adventure of the Sotheby Salesman"
10. "The Adventure of the Purloined Periapt"
11. "The Adventure of the Limping Man"
12. "The Adventure of the Seven Passengers"
13. "The Adventure of the Lost Holiday"
14. "The Adventure of the Man With a Broken Face"